# Dialysator

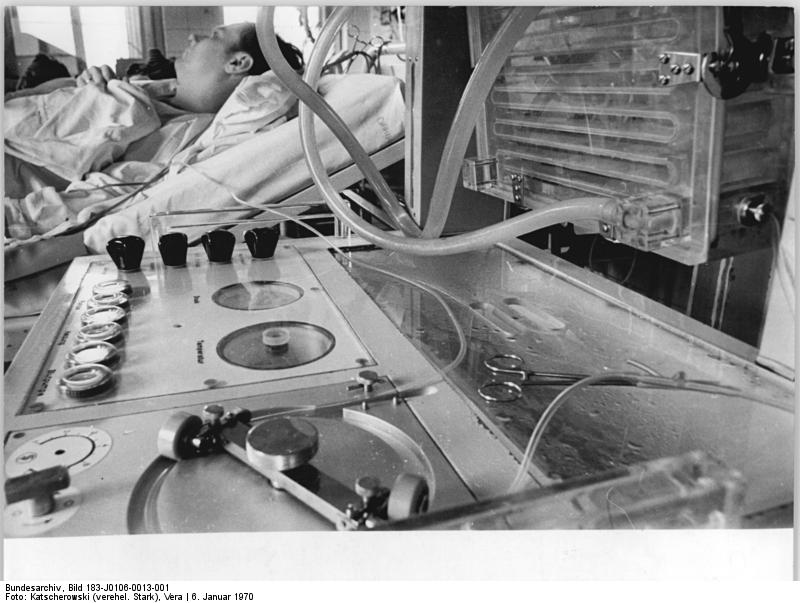
Dialysator im Nierenzentrum der Berliner Charité (1970)

Dialysatoren sind sogenannte biokompatible Polymermembranen und stellen als zentrale austauschbare Blutreinigungseinheit das Herzstück der Dialysegeräte dar, welche der Nierenersatztherapie durch Hämodialyse oder Hämodiafiltration dienen. Im Medizinjargon werden sie auch kurz nur „Filter“ genannt und werden einmalig verwendet.
Prinzipiell erfolgt in Dialysatoren ein Stoffaustausch in der Weise, dass durch sie das Blut und die Dialysierflüssigkeit (eine Mischung aus Elektrolytkonzentrat und aufbereitetem Wasser) strömen, wobei beide Medien durch eine semipermeable (= halbdurchlässige) Membran (meist Hohlfasermembran; Mikrofibrillen, Nanofibrillen) voneinander getrennt sind.

## Kapillardialysator

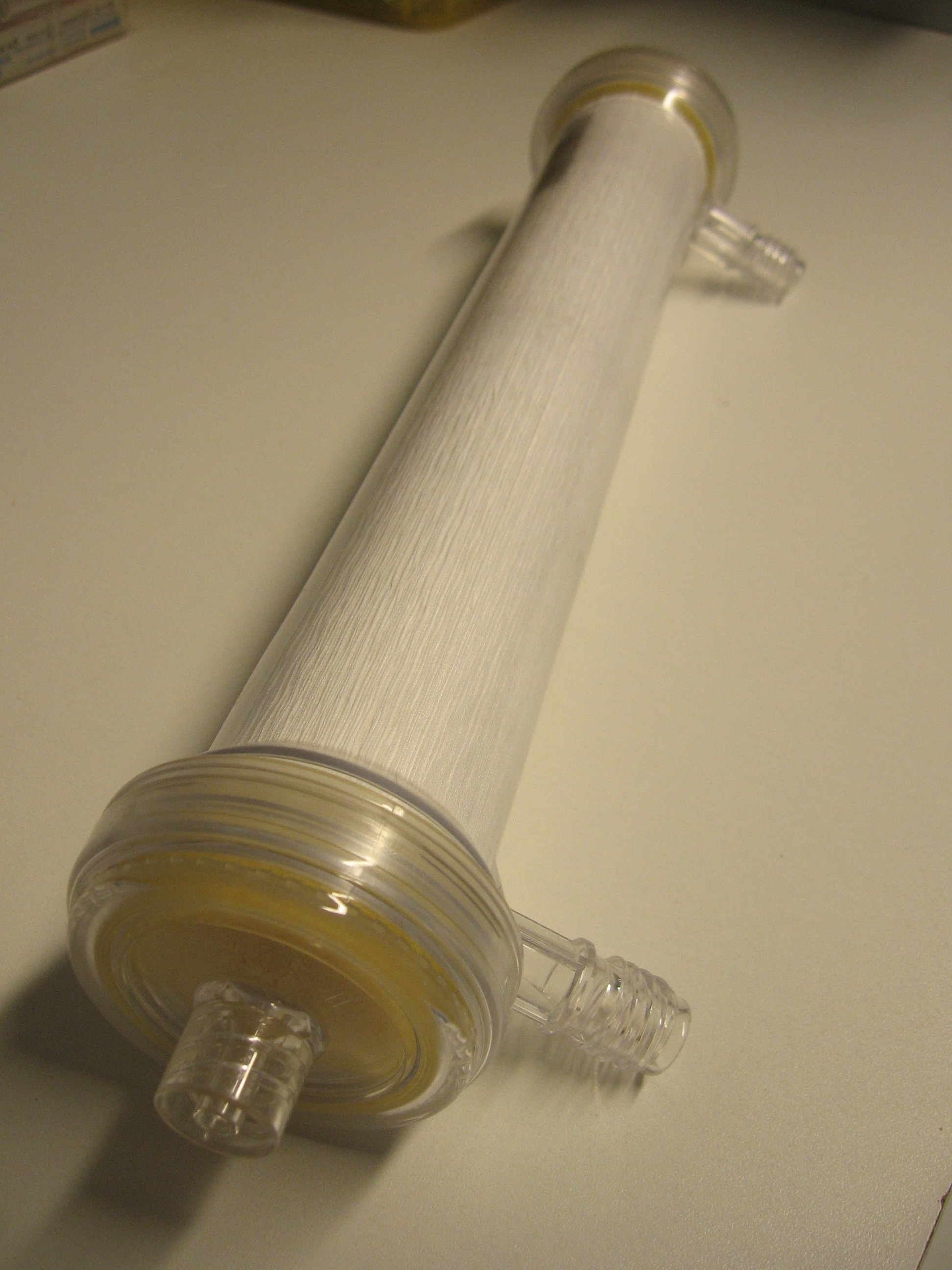
Dialysator

Der sogenannte Kapillardialysator ist die am häufigsten eingesetzte Bauform eines Dialysators. Andere theoretisch auch möglich Bauformen, wie z. B. der Plattendialysator, werden dagegen aufgrund verschiedener Nachteile praktisch nicht mehr eingesetzt.
Ähnlich dem Prinzip des Rohrbündelwärmeübertragers besteht der Kapillardialysator aus einem Gehäuse, in dem eine große Anzahl von bis zu 18.000 Hohlfasern (Länge von 20 bis 30 cm) parallel angeordnet sind. Dabei werden Filterflächen von bis zu 2,3 m² erreicht.
In den Fasern wird die Blutströmung geführt. Der Außenraum wird weitestgehend parallel zu den Hohlfasern vom Dialysat durchströmt. Dieses fließt zur Erhöhung der Effektivität des Stoffübergangs im Gegenstrom zum Blut.
Die Wand der Hohlfasern, die einen Durchmesser von 190 µm bis 300 µm bei einer Wandstärke von 30 µm bis 40 µm besitzen, wird durch die semipermeable Membran gebildet, die für Wasser und darin gelöste Substanzen bis zu einer mittleren Molekülgröße durchlässig ist, für die Blutzellen und größeren Proteine wie z. B. Albumin dagegen nicht.
Über die semipermeablen Membranen erfolgt der Stofftransport der gelösten Substanzen in Blut und Dialysat, entweder durch selektive Diffusion oder Konvektion. Die Ultrafiltration, also der Transport von Wasser vom Blut- in den Dialysatkreislauf, wird durch Anlegen eines Druckunterschiedes über die Membran erzeugt. Diese Druckdifferenz, der sogenannte Transmembrandruck, setzt sich aus der statischen Druckdifferenz zwischen Blut und Dialysat sowie einem osmotischen Druck, der im Wesentlichen durch die Konzentrationsunterschiede von Albumin auf beiden Seiten der Membran entsteht, zusammen.
Eine detaillierte Einsicht in die dreidimensionalen Strömungs- und Stofftransportvorgänge im Dialysator bieten die Methoden der numerischen Strömungssimulation (CFD = Computational Fluid Dynamics). Mit dem darauf basierenden „virtuellen Dialysator“ werden so neben der Blut- und Dialysatströmung auch die Verteilungen der Stoffkonzentrationen aller beteiligten Substanzen im gesamten Gerät berechnet und für Optimierungsaufgaben genutzt.

## Membranmaterial
Ein optimales Material für die Herstellung von Dialysemembranen muss viele Anforderungen erfüllen. Typische Anforderungen sind:
- Biokompatibilität
- nicht blutschädigend
- semipermeabel
- robust und druckbeständig

Typische semipermeable Materialien für Kapillarmembranen (Hohlfaser) basieren auf Polysulfon, Polyethersulfon oder Celluloseacetat.